# Вертолітний майданчик Савіссівік
Вертолітний майданчик Савіссівік (IATA: SVR, ICAO: BGSV) - вертодром у місті Савісівік, селі на острові Метеорит, біля берегів північного кінця затоки Мелвілл в муніципалітеті Каасуіцуп, на півночі Гренландії . Вертолітний майданчик вважається вертодромом і обслуговується компанією Air Greenland як частина державного контракту.

## Авіакомпанії та напрямки
| Авіакомпанія  | Пункт призначення |
| ------------- | ----------------- |
| Air Greenland | Pituffik          |

Авіакомпанія Air Greenland виконує державні контрактні рейси до сіл району Каанаак . Ці переважно вантажні рейси не вказані в розкладі,  хоча їх можна забронювати заздалегідь.  Час вильоту цих рейсів, зазначений під час бронювання, за визначенням є приблизним, при цьому послуга розрахунків оптимізується на льоту залежно від місцевого попиту на певний день.

### Трансфери на авіабазі Туле
Мандрівникам, що прямують на авіабазу Туле в Пітуффік необхідно подати заяву на дозвіл доступу з Rigsombudsmanden в місті Нуук (жителі Гренландії), або з Міністерства закордонних справ Данії (всі інші).  Не надання дозволу під час реєстрації призводить до відмови в посадці. Ті самі правила застосовуються до трансферів на Пітуффік - зупинка, необхідна для рейсів з Савісівіка в Моріусак або Каанаак.